# Litai
Litai, Litaj (gr. Λιταί Litaí, l.poj. Λιτή Litḗ, łac. Litae, l.poj. Lita) – córki Zeusa. Opiekowały się ludźmi błagającymi o opiekę, a także naprawiały krzywdy wyrządzone przez Ate. Na ludzi, którzy odrzucili ich opiekę, sprowadzały gniew Ate.